# Medusa (Caravaggio)
Medusa je obraz malíře Michelangela Merisi da Caravaggia, který během dvou let vytvořil dvě verze Medusy – jednu v roce 1596 a druhou v roce 1597. Oba obrazy zobrazují přesně ten okamžik, kdy jí Perseus usekl hlavu. Caravaggio si s námětem pohrával, nahradil tvář Medusy svým vlastním obličejem, čímž dokazoval svou imunitu vůči jejímu strašlivému pohledu. Díky bizarnímu a složitému designu je obraz považován za ukázku fascinace Caravaggia násilím, ale také realismem. Dílo objednal italský kardinál Francesco Maria del Monte jako dar pro velkovévodu Toskánska. Obraz je v galerii Uffizi ve Florencii.

## Historie
Počínaje rokem 1590 se Caravaggio stával v Římě úspěšným a bohatým umělcem. Doba, kdy namaloval obě verze Medúzy, však pro něho šťastná nebyla. Dostal se do potíží se zákonem. V červenci 1597 se Caravaggio se svým přítelem, jiným italským malířem Prosperem Orsi stali svědky zločinu, ke kterému došlo poblíž San Luigi de 'Francesi. Holič jménem Luca vydal o Caravaggiovi svědectví, ve kterém poskytl popis týkající se jeho záhadného oblečení:
„Tento malíř je podsaditý mladý muž… s tenkým černým vousem, tlustým obočím a černýma očima, který se obléká do černého, poněkud nepořádného, na sobě má černé punčochy, poněkud potrhané a má husté vlasy, spadající mu do čela.“
Ve stejné době došlo k jinému zločinu, který nebyl objasněn. Z důkazů chyběly dvě položky – tmavý plášť a malá dýka. Pro své tajemné chování a také kvůli jeho tmavému plášti byl Caravaggio několikrát zatčen. Vypověděl, že upřednostňuje oblékání do tmavého oděvu, aby se vyhnul veřejnosti, což je také důvodem, proč se raději pohybuje pozdě v noci. Chce se totiž vyhnout nadměrné nebo nežádoucí pozornosti. Dne 4. května 1598 byl znovu zatčen a to za nošení meče na veřejnosti. O tom řekl:
"Byl jsem včera v noci zatčen... protože jsem nosil meč. Nosím meč po právu, protože jsem malíř kardinála del Monte. Jsem v jeho službě a bydlím v jeho domě. Jsem zapsán na jeho výplatní listině pro domácnost.“
Styl Caravaggiových obrazů se nikdy nepřizpůsobil idealizovaným tématům, které v té době v umění převládaly. Byl zcela zaujatý konceptem realismu a včlenil tento styl do svých obrazů: Boy with a Basket of Fruit (Chlapec s košíkem ovoce), Fortune Teller (Věštkyně), Cardsharps (Falešní hráči), Bacchus, The Musicians (Hudebníci). Všechny tyto obrazy byly namalovány ve stejném časovém období.
V době kdy maloval obraz Medúza, dostal velkou příležitost jež se stala velkým milníkem v jeho životě – zakázku na výzdobu "Cappella Contarelli" (Kaple Contarelli, tato kaple je připomínkou francouzského kardinála Matthieu Cointerel) v kostele San Luigi dei Francesi v Římě. Kaple se stala známou třemi obrazy od Caravaggia na téma Sv. Matouše Evangelisty. Na těchto plátnech se malíř pokusil zachytit realistické scény ze života tak, jak je mohl pozorovat Sv. Matouš sám. Jsou to plátna Svatý Matouš a andělé, Umučení Svatého Matouše a Povolání svatého Matouše. Příležitost namalovat obrazy pro kapli jej motivovala k začlenění většího realismu do svých děl.

## Dvě verze
První verze obrazu vytvořeného v roce 1596 je známá jako Murtula, pojmenovaná po básníkovi Gaspare Murtoly, který napsal „prchnout, pokud jsou vaše oči zkamenělé v úžasu, než promění vás v kámen.“ Obraz má rozměry 48 cm × 55 cm a je podepsán Michel AF (latinsky: Michel Angelo Fecit), znamenající "Michel Angelo udělal [toto]", přičemž Michelangelo je koneckonců křestní jméno Caravaggia. Tento obraz je v soukromém vlastnictví.

Druhá verze obrazu vytvořeného v roce 1597 se nazývá Medúza (italsky: Testa di Medusa). Tato verze je o něco větší než první, měří 60 cm × 55 cm. Přesto že obraz není signován, bývá datován do roku 1597. Tento obraz je v muzeu Uffizi ve Florencii.

## Námět
Námět Caravaggio čerpal z mýtu o Medúze. Obraz ukazuje odříznutou hlavu Medúzy. Medúza je popisována jako monstrum, žena s bronzovými rukama a zlatými křídly, která měla na hlavě místo svých vlasů nespočet jedovatých hadů. Každý, kdo na ni byť jen na okamžik pohlédl, proměnil se v kámen. Medúza a její sestry Stheno a Euryale byly známé jako Gorgony, mocná mytická stvoření ve starověké řecké mytologii. Medúza byla zakletá řeckou bohyní Aténou, která ji za trest proměnila v jedovaté monstrum. Perseus, syn řeckého boha Dia a princezny Danaé, usekl Medúze hlavu pomocí štítu poskytnutého mu Aténou. Obraz je zřejmě malířův autoportrét, jako tvář Medúzy použil Caravaggio vlastní tvář. Tímto způsobem malíř naznačil svou imunitu vůči jejímu strašlivému pohledu. Přestože je hlava už useknutá, zdá se, že Medúza je stále živá. Obraz zachycuje její "poslední okamžiky ticha, než je monstrum zahyne. Krev proudí dolů v mnoha pruzích, zatímco její dokořán otevřená ústa hrozí vyceněnými zuby. Se staženým obočím a hrozivým pohledem v očích má její tvář děsivý výraz.
Obraz byl objednán kardinálem Francescem Maria Del Monte pro toskánského velkovévodu Františka I. Medicejského za jeho odvahu. Ten obraz umístil do umělecké sbírky Medicejů.

## Popis

### Materiál
Chemické složení tohoto obrazu je mimořádně složité. Jako základ pro tento obraz použil Caravaggio kulatý štít vyrobený z topolového dřeva. Štít byl nejprve potažen plátnem, na které byly naneseny čtyři různé vrstvy barvy – známé jako přípravné vrstvy, aby se vytvořil základ pro malbu. Na přípravné vrstvy byla nanesena další vrstva, aby pozadí vypadalo reflexněji. Na tuto reflexní vrstvu byla nanesena další vrstva (zelené pozadí zobrazené na obraze) – tato vrstva se skládá ze směsi měděnky a žluté olovo-cínové barvy. Na tuto vrstvu pozadí byly naneseny další tři vrstvy sestávající ze směsí sikativních olejů, urychlujících zasychání, terpentýnu a tmelu se stopami včelího vosku. Nakonec bylo přidáno několik dalších vrstev, které pomáhají zachovat malbu.

### Styl
Úroveň tenebrismu a realismu je v tomto obraze dobře znázorněna – vytváří trojrozměrný vzhled. Medúziny tváře a čelisti jsou protáhlé, aby doplňovaly styl obrazu. Caravaggiův nápad použít konvexní štít jako základ pro obraz mělo posílit dojem Perseova pohledu na Medúzu. Její obraz se odrazil na jeho štítě, darovaném Aténou těsně předtím, než ji zabil.

### Vliv
Myšlenka dekapitace je velmi častým Caravaggiovým tématem. Vyskytuje se na mnoha jeho uměleckých dílech, jako je Judith Beheading Holofernes (Judita a Holofernes), "David with the Head of Goliath (David a Goliáš) a The Beheading of St John the Baptist ( Stětí Jana Křtitele).
Caravaggiovo dílo je chápáno jako vizualizace jeho mysli prostřednictvím zobrazení scén souvisejících s mučením a mučednictvím. Duše každého umělce se promítá do jeho vlastních uměleckých děl. Jak již bylo řečeno, temná a tajemná povaha Caravaggia je patrná a demonstrovaná v jeho obrazech. Kombinace násilí a realismu je tím, co dělá jeho dílo jedinečným.